# 中島美雪
中島美雪（藝名採用與本名讀音相同的平假名寫法，1952年2月23日—），日本創作女歌手、音樂家、詞曲作家、主持人。她出生於日本北海道札幌市，於1975年以《薊花姑娘的搖籃曲》 (アザミ嬢のララバイ) 出道，事業黃金期是20世紀80年代。粉絲俱樂部有兩個。數十年來，中島美雪的歌曲被大量翻唱和改編，其中不乏一些歌手的著名曲目。在日本，中島美雪沉鬱的曲風和在廣播節目中開朗的語氣之間的落差广為人知。

## 經歷

### 幼時&出道之前
祖父是曾擔任北海道帶廣市議會議長、初代大藏次官鄉純造男爵的侄子中島武市。父親中島真一郎則是北海道帝國大學醫學部出身的婦產科醫師，也是中島婦產醫院的院長。
在北海道札幌市出生，5歲舉家遷至岩內。11歲搬到帶廣市，在市立帶廣小學校畢業，進入市立帶廣第三中學校讀書。期間 (1966年) 曾因母親生病療養而短暫搬到山形縣，進入市立第六中學校繼續讀書。後來為了高中入學考試，僅6個月後又搬回帶廣市。高中畢業於帶廣柏葉高校，大學畢業於藤女子大學的文學院國文學系。
首次公開演出是在高三時的文化祭 (第20回柏葉祭，1969年9月1日) 。她以吉他自彈唱的方式演唱了原創歌曲《斑鳩之歌》 (鶫の唄) ，後來在全國民謠音樂祭 (札幌預選) 又演唱了原創歌曲《從我的窗前》 (私の窓から) 。上大學時加入了媒體研究社團 (放送研究会) ，在當地廣播電台打工。同時也經常參與北海道大學的民謠社團活動和音樂比賽，因此獲得了“音樂大賽的攪局者” (コンテスト荒らし) 的稱號。
1972年5月，還在讀大學的中島美雪參加了全國歌謠音樂祭，以原創歌曲《我時常這樣想》 (あたし時々おもうの) 得到優秀賞 (此歌曲的現場音源後來LP化) 。雖然當時中島有以此歌曲出道的想法，但後來受到當時的評審、日本名詩人谷川俊太郎所出的課題詩“我唱歌的理由” (私が歌う理由（わけ）) 的刺激，婉拒了出道的機會。
多年後，中島說參加比賽是爲了代替打工，因為比賽支付交通費和餐費。大學畢業後回到帶廣教育實習做國文老師，同時也繼續參加業餘的音樂演出。

### 1970年代後半&正式出道
中島經過3年的沉澱與深思，於1975年5月參加了財團法人山葉音樂振興會主辦的第9屆山葉流行歌曲大賽，以《負傷之翼》 (傷ついた翼) 一曲獲得入賞。同年9月以單曲《薊花姑娘的搖籃曲》 (アザミ嬢のララバイ) 出道，10月參加第10屆山葉流行歌曲大賽，以緊急替代《負傷之翼》的歌曲《時代》 (時代) 獲得最高賞，11月再以《時代》得到第6回世界歌謠祭最高賞，12月發行單曲，因此得到當時山葉社長川上源一的賞識，納入為旗下藝人栽培。
此後，中島一直將川上看作師父。直到今天，中島專輯后的製作人員名單裏還記載著“DAD 川上源一”，中島也從未離開山葉。
1976年，中島發行專輯處女作《聽得見我的聲音嗎》 (私の声が聞こえますか) ，但出道初期並未受到太多注目。同年給歌手研直子的提供曲《LA-LA-LA》和《再見吧》 (あばよ) 大熱，12月31日，研直子以《LA-LA-LA》參加《第27回NHK紅白歌合戰》，熱度再次大增。中島以歌曲創作者的身份受到肯定。
1977年，第4張專輯《跟我説愛我》 (愛していると云ってくれ) 的先行單曲《離別之歌》 (わかれうた) 意外打敗當紅偶像團體Pink Lady的《通緝》 (英語：WANTED/日語：) ，占據Oricon公信榜的冠軍，銷量達70多萬張。中島獲得了“失戀歌女王”的稱號，自此邁入暢銷歌手的行列。
在中島40多年的演藝生涯中，還為其他藝人創作了許多歌曲。除上述的《LA-LA-LA》和《再見吧》外，從加藤登紀子的《如果能飛向天空》 (この空を飛べたら) 開始，還有研直子的復出單曲《海鷗終究是海鷗》 (かもめはかもめ) 、櫻田淳子的《幸福戲劇》 (しあわせ芝居) 、增田惠子的《雀》 (すずめ) 等，這些歌曲獲得了極大的成功。中島有時將這些提供曲統一回收，製作成專輯。首張提供曲回收專輯《你回來啦》 (おかえりなさい) 就大賣50多萬張，成爲中島美雪最熱銷的專輯之一。
1977年，中島還參加了綜藝《Cocky Pop》。這一期《Cocky Pop》中揭露了中島美雪1975年參加第6回世界歌謠祭獲獎時的場面，中島還和加藤登紀子合唱了《如果能飛向天空》。《Cocky Pop》也是中島參加的爲數不多的電視節目之一。
1981年，中島1978年專輯《跟我説愛我》中的《世情》 (世情)  被TBS系電視劇《3年B班金八老師》用作插曲和片尾曲，引起了巨大的轟動。儘管《世情》并未被分拆成單曲，但仍是中島早期的代表作之一。
從1979年專輯《致親愛的人》 (親愛なる者へ) 到1985年專輯《miss M.》，中島共有8張原創專輯陸續占領Oricon公信榜周榜冠軍。從1977年專輯《衷・心・感・謝》 (あ・り・が・と・う) 到1996年專輯《樂園咖啡館》 (パラダイス・カフェ) ，中島共有22張原創專輯陸續在Oricon公信榜周榜中達到前10名。
1979年4月，中島美雪登上日本放送的老牌深夜節目系列《All Night Nippon》，開始主持冠名節目《中島美雪的All Night Nippon》。她透過音樂與歌迷交流，以不同於失戀歌沉鬱曲風的輕快爽朗的笑容吸引了許多聽眾。該節目至1987年3月結束，但因聽眾回響熱烈，之後多次以單發節目的方式復播。

### 1980年代
1980年代是中島美雪音樂事業的黃金期。
1981年，第9張專輯《寒水魚》 (寒水魚) 的先行單曲《惡女》 (悪女) 以清新活潑的曲風席捲日本，大賣80萬張以上，成為中島第二張冠軍單曲。
1982年，收錄了專輯版《惡女》的《寒水魚》大熱賣，成爲當年日本的年度銷售冠軍唱片。
1983年，寫給柏原芳惠的《明明是春天》 (春なのに) 大受歡迎，獲得了第25届日本唱片大獎的作曲獎。
之後，中島專輯的銷量開始下降，但她一直在探索歌唱技巧和自己的風格。後來她回憶這一時期時，稱之爲“狂亂時代” (御乱心の時代) 。同時她還擔任了工藤靜香《無・言・・・嫵媚動人》 (MUGO・ん・・・色っぽい) 、《黃沙紛飛》 (黄砂に吹かれて) 等歌曲的作詞人。
“狂亂時代”時，中島美雪不僅邀請了甲斐樂團的成員甲斐祥弘和Crystal King樂隊擔任製作人，還和泰德·傑森、Larry Alexander合作，在紐約混音。1985年和1986年兩次與史提夫·旺德合作，錄製單曲《冷別》 (つめたい別れ) 和《我的暑假》 (あたいの夏休み) 。 
“狂亂時代”以1988年與擔任《再見女孩》 (グッバイガール) 和《中島美雪》 (中島みゆき) 專輯的製作人瀨尾一三相遇結束。 
對於中島美雪來說，瀨尾一三是擔任製作人的“不錯的人選”。“他能應付我曾經嘗試過的所有風格”，中島這樣解釋。瀨尾迄今爲止參與了中島所有原創專輯的編曲、製作和演奏。 
1989年起，中島美雪除了一般的巡迴演唱會外，又固定在每年年底，於東京的Bunkamura·Theatre Cocoon舉辦原創音樂劇《夜會》 (夜会)，由瀨尾一三擔任音樂總監。開辦之初，無人看好這個在小劇場的音樂表演，卻因為內容精緻，逐漸獲得口碑。《夜會》被認為是最具有中島美雪色彩的表演。
《夜會》前期因為Theatre Cocoon容納有限，門票極難入手。後期增加大阪公演的同時，更換了場地。

### 1990年代
1990年代的日本音樂界，歌手為電視劇和廣告創作主題曲進行商業搭配，而獲得百萬銷量單曲的例子層出不窮，中島美雪也不例外。以為日劇《致親愛的人》 (親愛なる者へ) 創作的主題曲《淺眠》 (浅い眠り) 為首，她有3首銷量超過百萬的單曲。
1994年，作為安達祐實主演電視劇《無家可歸的小孩》主題曲的《天空與你之間》(空と君のあいだに) ，銷量達到147萬張。這張與1983年專輯《預感》 (予感) 中《加油！》 (ファイト！) 合為雙A面的單曲，是中島單曲中最暢銷的一張。中島次年為《無家可歸的小孩2》創作的主題曲《旅人之歌》 (旅人のうた) 也獲得了Oricon公信榜的冠軍，銷量超過百萬。這讓中島成為日本流行樂壇中，唯一一位在連續三個十年都有冠軍單曲的Solo歌手。
儘管此時的專輯並未受單曲影響，取得令人振奮的成績，但總體來說也比1980年代後期的銷量穩定。從1992年的《EAST ASIA》到1996年的《樂園咖啡館》 (パラダイス・カフェ) ，五張專輯的銷量均超過了20萬。
1993年到2000年，中島時常出現在日本郵政省的廣告中，這些廣告均以《時代》為背景音樂。
1996年，精選集《大吟釀》 (大吟醸) 獲得Oricon專輯榜第一名，刷新了當時日本女Solo歌手獲得專輯榜第一名的記錄。
1998年，中島在舉行完《夜會》第10部《海嘯》 (海嘯) 後，宣佈《夜會》不再固定於年底演出，而是視時機開演。
1999年，擔任文部科學省國語審議會委員。迄今為止，擔任委員的創作歌手只有中島一個。

### 2000年代
2000年，中島離開在籍25年的波麗佳音，移籍到當時剛創立的山葉音樂傳播，並擔任主要股東和董事。
移籍後的第一張作品就是為NHK的電視節目《X計劃 ~挑戰者們~》 () 創作的主題曲《地上之星/前燈·尾燈》 (地上の星／ヘッドライト．テイルライト) 。這張為默默支持日本經濟的無名英雄寫下的單曲，獲得日本各個階層的共鳴，特別是以前不熟悉中島歌曲的中老年上班族。自發售後，一直停留在Oricon公信榜百名內長達174周，創下日本唱片界少見的長賣奇蹟。
在此單曲發售之初，人氣並不高。後來因為《X計劃 ~挑戰者們~》人氣高漲而備受矚目。2001年專輯《短篇集》 (短篇集) 以第一首歌是《地上之星》、最後一首歌是《前燈·尾燈》的結構收錄了這兩首歌曲。
以此為契機，2002年中島參加了NHK的歲末歌唱大賽—《第53屆紅白歌合戰》。她上一次在電視上公開演唱已是24年前的往事。中島以戶外衛星連線的方式，在富山縣黑部水壩第四發電廠演唱了《地上之星》，是該屆收視率最高 (瞬間收視最高52.8％) 的歌手。有許多人是在這個時候第一次看見“會動的中島美雪”。創下最高收視率的瞬間，正好是中島美雪不小心唱錯歌詞的時候，也間接破除了該段表演是事先錄影的傳言。
2003年1月13日，《紅白歌合戰》播出後不到兩個星期，《地上之星/前燈·尾燈》這張單曲在進榜滿129週時，首度闖進公信榜前十名。1月20日，進榜滿130週時，拿下當週單曲冠軍，成為中島美雪第五首冠軍單曲，也創下日本公信榜以最長時間拿下排行榜冠軍的紀錄。這張單曲在進榜滿139週時突破百萬銷售量，也創下排行榜花最長時間達到百萬銷售量的新紀錄。
2005年，中島參加《X計劃 ~挑戰者們~》的最終回，演唱了《前燈·尾燈》。受此影響，2006年1月16日，《地上之星/前燈·尾燈》自2004年2月2日以來再次回到公信榜前100名。將公信榜百名內停留時間記錄從174週延長到183週。
2005年10月1日，由中島創作的小説《2/2》改編的同名電影上映。
中島從1990年代開始正式的海外錄音。自2000年代以來，聘請以大衛·坎貝爾、溫尼·克勞伊塔、尼爾·史圖本浩等爲代表的工作室音樂家來製作專輯已成爲慣例。
2006年，獲得第56届藝術選獎 文部科學大臣賞。同時《音樂巡演 2005》廣受好評。同年，憑藉提供給TOKIO的《天空之船》 (宙船) 獲得了第48届日本唱片大賞作詞賞。
2007年，改爲由新成立的山葉音樂藝術家 (現:山葉音樂娛樂控股公司) 進行管理。同年，舉行全國巡演《音樂巡演 2007》。

2009年11月3日，以創作歌手身份榮獲紫綬褒章。中島在受章之際發表了如下感想：
|  | 作爲意外之喜的表達，我想説‘架子上的牡丹餅’。現在我的心情是‘架子上的金槍魚’程度的驚訝。通常來説，如果你想要一個東西，應該先拒絕兩次，如果對方不介意的話，我想這是一種禮貌。但對於獎章來説，不是‘通常’的。所以我想，如果我拒絕的話，就再也沒有第二次機會了。於是我馬上回答說：‘我開動了！’ |

### 2010年代
2010年10月，時隔3年再次舉行全國巡演，即《中島美雪巡演2010》。從此次巡演開始，Twitter上開始介紹各個公演的情況。
2012年10月，舉行巡演《中島美雪緣會2012~3》。
2013年11月，舉辦晚會音樂會《夜會工廠》。
2014年，中島憑藉為NHK連續電視小說《阿政》創作的主題曲《小麥之歌》 (麦の唄) ，時隔12年後再次出演NHK紅白歌合戰。同年，舉行《夜會》第18部《橋下的世外桃源》 () ，劇本是繼第15部《~夜物語~元祖 · 今晚屋》 (〜夜物語〜元祖・今晩屋) 後首個新劇本。

### 2020年代
2020年，由中島美雪的歌曲《絲》改編的同名電影上映。
為2023年9月15日上映的動畫電影《愛麗絲與特蕾斯的虛幻工廠》創作了主題曲《心音》 (心音)。对中岛来说，这是她职业生涯第一首動畫歌曲。

## 特徵

### 歌曲

#### 歌詞
中島的歌詞經常以日常生活的一部分爲主題，聚焦在每一個普通人身上，將普通人的心情寫到歌曲裏。同時，也經常運用比喻的手法，根據聽者的不同，能體味到不同的意思。以普通常見的主題創作歌詞的情況也很多。例如，1991年專輯《不以歌曲無以言明》(歌でしか言えない) 中的《榮譽背號》(永久欠番) ，就是以“每個人都是獨一無二的存在”爲主題創作的。後被東京書籍發行的中學教科書《新國語3》引用。
相對來説，也有像提供給工藤靜香的《無・言・・・嫵媚動人》和提供給西田光的《一定有愛》(きっと愛がある) 這樣輕鬆的歌詞。但是，根據中島的指示，這兩首歌的歌名都出現在了廣告標語上。
中島大學的畢業論文論述了谷川俊太郎，自己受現代詩的影響很深。因此歌詞擁有豐富的文學涵養，也被視作現代詩，並收錄於名詩選。

#### 唱法
基本使用深沈的氣息和强有力的聲音來演唱。根據歌曲的情景、情感的不同，使用不同的音色。例如，《地上之星》和《前燈·尾燈》之間唱法的區別。即使是同一張專輯，也有很多唱法大相徑庭的歌曲。
唱歌時的聲音與説話時的聲音差別也很明顯。因爲中島擅長轉調，所以轉調的歌曲很多。例如《淺眠》和《天空與你之間》。中島在《中島美雪的All Night Nippon》中將演唱時的細小顫音稱作“縐綢顫音” (ちりめんビブラート) 來揶揄。

### 記錄
- 日本Oricon公信榜開設以來首位橫跨四個年代都獲得過單曲榜冠軍的歌手 (唯一一位Solo歌手) [注 20]。

| 年代     | 譯名               | 原文名 | 獲得年份 |
| -------- | ------------------ | ------ | -------- |
| 1970年代 | 離別之歌           |        | 1977年   |
| 1980年代 | 惡女               |        | 1981年   |
| 1990年代 | 天空與你之間/加油! |        | 1994年   |
| 1990年代 | 旅人之歌           |        | 1995年   |
| 2000年代 | 地上之星/前燈·尾燈 |        | 2003年   |

- 為他人創作的歌曲橫跨五個年代都獲得過單曲榜冠軍。

| 年代     | 譯名                 | 原文名 | 藝術家      | 獲得年份 |
| -------- | -------------------- | ------ | ----------- | -------- |
| 1970年代 | 再見吧               |        | 研直子      | 1976年   |
| 1980年代 | FU-JI-TSU            |        | 工藤靜香    | 1988年   |
| 1980年代 | 無・言・・・嫵媚動人 |        | 工藤靜香    | 1988年   |
| 1980年代 | 黃沙紛飛             |        | 工藤靜香    | 1989年   |
| 1990年代 | 關於我的一切         |        | 工藤靜香    | 1990年   |
| 1990年代 | 慟哭                 |        | 工藤靜香    | 1993年   |
| 2000年代 | 天空之船             |        | TOKIO       | 2006年   |
| 2010年代 | 哭泣也無所謂喔       |        | 桃色幸運草Z | 2014年   |

- 唱片總銷2131萬張 (2005年時) ，女性歌手歷代8位，女性創作歌手5位[25]。
- 進入Oricon周榜TOP 10的專輯數，次於矢澤永吉、松任谷由實、濱崎步與松田聖子居歷代5位 (2015年時)。
- 《地上之星/前燈·尾燈》進入Oricon單曲周榜TOP 100達到183周，居歷代1位 (2011年時) 。
- 50歲以上歌手取得Oricon單曲冠軍的史上三位女性之一[注 22] (2015年時) 。

### 競爭對手
常被與松任谷由實相互比較。松任谷由實曾經被問到“您的競爭對手是?”時，她回答“中島美雪小姐”。在電視、廣播中松任谷常稱呼中島為“美雪”。反過來，中島美雪在在自己的電台《中島美雪 時間借貸》 () 中稱對方為“松任谷”(中島比松任谷大2嵗)。
1980年代以後，成功揉合西樂元素而取得極大成功的松任谷由實和維持一貫風格的中島美雪形成了“月和太陽”，“光和影子”一樣的對比。松任谷被叫做“戀曲女王”，中島被叫做“失戀曲女王”。兩人合起來則被形容為“女性情感歌手日本第一”。但兩個當事人自己並不在意這種對比的氛圍，還作爲朋友時有來往（松任谷由實的丈夫松任谷正隆也擔任過中島歌曲的編曲），也互相認同。
1984年，在中島音樂會《衝擊明天!》 (明日を撃て!) 宣傳手冊投稿的松任谷由實，用“我好不容易弄乾了的衣服，又被您濛濛細雨般的音樂弄濕了呀” (私がせっかく乾かした洗濯物を、またじとーっとしめらせてしまう、こぬか雨のよう) 來形容中島的音樂，文末用“那以後也請一起使日本的布料顯出不同的質感吧!” (でも、そうやってこれからも一緒に、日本の布地に風合いを出していきましょう) 總結。另一方面，中島在自己的著作《喜歡愛》 (愛が好きです) 談到松任谷由實時，寫道“尊敬著她”。
二人迄今爲止的公開對談，雜誌有1次、廣播有7次。廣播包括《中島美雪的All Night Nippon》、《音樂通行證》 (ミュージック・パスポート) 、《松任谷由實 聲音冒險》 () 的《』、網路廣播等。 1983年會談時，已婚的松任谷由實戲問單身的中島美雪如何處理性慾，中島氣魄的回答了“去你的！” (バカヤロー!) 。
2020年11月27日，松任谷參加電視節目《中居大師說》時，主持人中居正廣詢問道：“你怎麽看待同時代的音樂人？比如中島美雪”，松任谷說：“我覺得很棒。她創作出了很棒的歌曲，世界觀也很宏偉” (すごいと思いますよ。すごい楽曲を生み出してるなって。世界観がすごいなと思いますね。) 。後來又作出了“關係不好的人可能會認爲很有趣，但是我就是很喜歡她” (仲が悪い方が人は面白いかもしれないけれど、すごい好きですよ、彼女のこと。) 、“我覺得她也喜歡我” (彼女も私のこと好きだと思います。) 等回答。
還有一位亦敵亦友的存在——谷山浩子。谷山和中島一樣，都是山葉流行歌曲大賽出身，All Night Nippon作家的構成也一樣，所以兩人交情匪淺。中島除了經常參加谷山的廣播電台《谷山浩子的All Night Nippon》 () 之外，還於2000年和谷山共演了《夜會》第11部《冬日花園》 (ウィンター・ガーデン) 。

## 與華語流行樂壇的關係
中島美雪是作品被華人翻唱最多的幾位日本歌手之一。雖然在華人地區並非人人都認識中島美雪，但是大概很少人沒聽過改編自中島美雪作品的華語翻唱歌。
根據坊間統計，中島美雪約有70首作品被改編為一百多首華語歌曲，其中以香港和台灣兩地歌手為大宗。從70年代至今，幾乎每張專輯都有歌曲都被華人地區歌手所重新填詞與翻唱。其中不乏有經典之作，如：
- 徐小鳳的 《人生滿希望》（原曲：雨水捨棄天空的日子）
- 鄧麗君的《漫步人生路》（原曲：擅長孤獨）
- 鳳飛飛的《瀟灑的走》（原曲：世上只剩兩個人）
- 林佳儀的《一個人的我依然會微笑》（原曲：天空與你之間）
- 任賢齊的《傷心太平洋》
- 范瑋琪的《最初的夢想》（原曲：騎在銀龍的背上）
- 本多RuRu的《美麗心情》
- 劉若英的《原來你也在這裡》（原曲：被愛的花 不被愛的花）

這股翻唱風在1990年代初期達到高峰，發行中島美雪唱片的日本波麗佳音唱片公司，正式在香港、台灣、新加坡等地設置分公司，開始有系統引進中島美雪的作品。1992年，歌手王靖雯（王菲）因為把中島美雪的（口紅）翻唱為「容易受傷的女人」，成為香港天后，一時之間人人爭先翻唱中島美雪的作品。1995年，中島美雪首次（也是唯一一次）的海外演唱會於香港舉辦。除了演唱當年的新作之外，也唱了多首翻唱原曲以饗聽眾，其中就包括這首。當時演唱會還邀請了黃霑先生用中文來導讀中島美雪的歌詞。
中島美雪與華人也有難得的緣份。中島美雪出道之初參加「世界音樂祭」獲得大獎，比賽的英語主持人就是華裔歌手翁倩玉，當年出賽的服裝也是由翁倩玉所設計的。當年翁倩玉介紹中島美雪出場的英文介紹詞音源，被收錄在中島美雪1993年的專輯「時代 - Time goes around -」中。
1997年，中島美雪獲邀為王菲創作「人間」一曲，由林夕填詞，收錄在其1997年的「王菲」專輯。之後王菲於1999年和2001年兩度登上日本「武道館」開唱，皆有演唱此曲以答謝日本觀眾。
2001年6月，台灣女歌手李翊君發行「重生」專輯，是她年初產女後，復出歌壇的首張唱片。專輯裡的所有歌曲都翻唱自中島美雪的創作，這也是華語流行樂壇的創舉。

## 作品

### 寫給華人歌手的歌曲
- 《人間》，演唱：王菲　作詞：林夕[注 27]。

## 公演

### 演唱會
| 順序 | 時間                          | 譯名                                       | 原文名 | 場數 | 備注 |
| ---- | ----------------------------- | ------------------------------------------ | ------ | ---- | --- |
| 1st  | 1978年3月31日-1978年7月15日   | 1978年·春季巡演                            |        | 35   | |
| 2nd  | 1978年9月21日-1978年12月17日  | 1978年·秋季巡演                            |        | 27   | |
| 3rd  | 1979年3月23日-1978年7月15日   | 1979年·春季巡演                            |        | 34   | |
| 4th  | 1979年9月26日-1979年12月11日  | 1979年·秋季巡演                            |        | 25   | |
| 5th  | 1979年12月23日-1979年12月27日 | 小七·聖誕·慈善音樂會                       |        | 2    | 僅演唱了《再度流行》和《來自夜風》這2首歌。 |
| 6th  | 1980年5月15日-1980年7月25日   | 1980年·春季巡演                            |        | 0    | 原定有18場，但中島臨時中止了公演。她後來在週刊《平凡拳擊》中解釋道：“之所以推遲，是因爲我不能容忍自己因爲‘惰性’而不得不這樣做，所以我放棄了”。 |
| 7th  | 1980年9月17日-1980年11月21日  | 1980年·秋季巡演                            |        | 18   | |
| 8th  | 1981年3月24日-1981年6月21日   | 致寂寞友人                                 |        | 28   | |
| 9th  | 1981年12月1日-1982年3月22日   | 致寂寞友人Ⅱ                                |        | 28   | 前次演唱會的續作。 |
| 10th | 1982年9月7日-1982年10月11日   | 浮汰姬                                     |        | 13   | 標題“浮汰姬”在日語中與“歌姬”同音。 |
| 11th | 1983年3月23日-1983年6月2日    | 冬花盛開的季節                             |        | 31   | |
| 12th | 1984年3月9日-1984年6月4日     | 衝擊明天！                                 |        | 43   | |
| 13th | 1984年10月9日-1984年11月22日  | 月光之宴                                   |        | 9    | |
| 14th | 1985年2月27日-1985年6月02日   | 不, 謝了                                   |        | 34   | |
| 15th | 1985年12月14日-1985年12月17日 | 歌曆 Page 85                               |        | 4    | |
| 16th | 1986年3月6日-1986年6月2日     | 第五個季節                                 |        | 35   | |
| 17th | 1986年6月29日                 | special last night                         |        | 1    | 中島美雪作爲特別嘉賓出演。和甲斐祥弘合唱了《從港口來的女人》 (港からやってきた女) 。                                                                             |
| 18th | 1986年12月18日-1986年12月21日 | 歌曆 Page 86 戀歌                          |        | 4    | |
| 19th | 1987年7月11日-1987年10月9日   | SUPPIN VOL.1                               |        | 34   | |
| 20th | 1987年10月21日-1987年10月24日 | 特別巡演 SUPPIN VOL.1                      |        | 4    | 又名“MIYUKI NAKAJIMA CONCERT '87 at RYOGOKU-KOKUGIKAN”。                                                                                       |
| 21st | 1989年3月18日-1989年6月26日   | 宛如野兔                                   |        | 40   | |
| 22nd | 1990年6月29日-1990年8月31日   | Night Wings                                |        | 26   | |
| 23rd | 1992年2月26日-1992年4月22日   | 嘉年華1992                                 |        | 20   | |
| 24th | 1993年2月21日-1993年5月17日   | EAST ASIA                                  |        | 32   | |
| 25th | 1995年2月16日-1995年4月20日   | LOVE OR NOTHING                            |        | 27   | |
| 26th | 1995年4月24日-1995年4月26日   | 巡演終結 LOVE OR NOTHING                   |        | 3    | 又名“中島美雪香港演唱會”。 |
| 27th | 1997年3月19日-1997年4月30日   | 樂園咖啡館                                 |        | 21   | |
| 28th | 1998年3月23日-1998年6月30日   | 中島美雪音樂巡演'98                        |        | 40   | |
| 29th | 2000年9月26日-2000年12月23日  | ⅩⅩⅠc. 1st.                                 |        | 34   | 標題的含義為“Twenty-first Century First”。 |
| 30th | 2000年11月18日                | ⅩⅩⅠc. 1st. in KEIO                         |        | 1    | 中島自1977年以來第一次學園祭。 |
| 31st | 2005年1月14日-2005年4月26日   | 中島美雪音樂巡演 2005                      |        | 34   | |
| 32nd | 2006年9月23日                 | 吉田拓郎 & 赫映姬 Concert in 妻子之恋 2006 |        | 1    | 中島作爲特別嘉賓出演。和吉田拓郎合唱了《給我一個永遠的謊言》 (永遠の嘘をついてくれ) 。中島出場時還藉助坪倉唯子的位置判斷自己的位置。                               |
| 33rd | 2007年9月29日-2009年12月27日  | 中島美雪音樂巡演 2007                      |        | 32   | 即“歌旅”。 |
| 34th | 2010年10月24日-2011年1月26日  | 中島美雪巡演2010                           |        | 27   | |
| 35th | 2012年10月25日-2013年2月10日  | 緣會2012~3                                 |        | 28   | |
| 36th | 2013年5月23日                 | <festival hall 開幕式系列>緣會2012~3       |        | 1    | 又名“緣會2012~3 追加公演”。 |
| 37th | 2015年11月12日-2016年2月11日  | 一會 2015~2016                             |        | 15   | |
| 38th | 2020年1月12日-2020年6月5日    | 2020 最後巡演 結果 All Right               |        | 8    | 原定有24場，但受COVID-19影響中止了公演。 |
| 39th | 2024年1月19日-2024年5月31日   | 歌會 VOL.1                                 |        | 16   | |

### 其他
| 順序 | 時間                       | 公演名稱                  | 場數 |
| ---- | -------------------------- | ------------------------- | ---- |
| 1st  | 1974年10月15日             | 中島美雪音樂會'74         | 1    |
| 2nd  | 1986年9月11日-1987年4月6日 | 中島美雪展·沉著冷靜的時代 | 53   |

## 受獎榮譽

### NHK紅白歌合戰
| NHK紅白歌合戰出現過的中島美雪創作 |                  |            |                                |
| 年代                              | 歌手（出場次數） | 歌名       | 歌曲資訊                       |
| 1976                              | 研直子（初）     | LA－LA－LA | 作詞、作曲：中島美雪           |
| 1978                              | 研直子（2）      |            | 作詞、作曲：中島美雪           |
| 1978                              | 櫻田淳子（5）    |            | 作詞、作曲：中島美雪           |
| 1978                              | 小柳留美子（8）  |            | 作詞、作曲：中島美雪           |
| 1979                              | 研直子（3）      |            | 作詞、作曲：中島美雪           |
| 1983                              | 柏原芳惠（初）   |            | 作詞、作曲：中島美雪           |
| 1988                              | 工藤靜香（初）   |            | 作詞：中島美雪／作曲：後藤次利 |
| 1993                              | 研直子（11）     |            | 作詞、作曲：中島美雪           |
| 1993                              | 工藤靜香（6）    |            | 作詞：中島美雪／作曲：後藤次利 |
| 1997                              | 小林幸子（19）   |            | 作詞、作曲：中島美雪           |
| 2002                              | 中島美雪（初）   |            | 作詞、作曲：中島美雪           |
| 2006                              | TOKIO（13）      |            | 作詞、作曲：中島美雪           |
| 2011                              | 德永英明（6）    |            | 作詞、作曲：中島美雪           |
| 2014                              | Chris Hart（2）  |            | 作詞、作曲：中島美雪           |
| 2014                              | 中島美雪（2）    |            | 作詞、作曲：中島美雪           |
| 2015                              | 德永英明（10）   |            | 作詞、作曲：中島美雪           |
| 2016                              | TOKIO（23）      |            | 作詞、作曲：中島美雪           |
| 2018                              | 島津亞矢（5）    |            | 作詞、作曲：中島美雪           |
| 2022                              | 工藤靜香（9）    |            | 作詞：中島美雪／作曲：後藤次利 |

個人出戰經歷
| 年份/屆數        | 出場 次數 | 曲目 | 出演 次序 | 對戰歌手 | 備註       |
| ---------------- | --------- | ---- | --------- | -------- | ---------- |
| 2002年（第53回） | 初        |      | 23/27     | 谷村新司 |            |
| 2014年（第65回） | 2         |      | 22/23     | 美輪明宏 | 紅組壓軸前 |

### 日本唱片大獎
| 日本唱片大獎 |                |                           |                                                                                  |
| 年份         | 獲獎歌曲／專輯 | 獎項                      | 相關人員                                                                         |
| 1976（18th） |                | 歌唱賞                    | （歌手：研直子，作詞、作曲：中島美雪）                                   |
| 1978（20th） |                | 金賞                      | （歌手：研直子，作詞、作曲：中島美雪）                                   |
| 1978（20th） |                | 金賞 西條八十賞（作詞賞） | （歌手：櫻田淳子，作詞、作曲：中島美雪）                                 |
| 1978（20th） |                | 西條八十賞（作詞賞）      | （歌手：加藤登紀子，作詞、作曲：中島美雪）                               |
| 1981（23rd） |                | 年度十大專輯              | （歌手、作詞、作曲、製作：中島美雪，編曲：星勝、安田裕美、松任谷正隆、萩田光雄） |
| 1982（24th） |                | 年度十大專輯 最佳專輯     | （歌手、作詞、作曲、製作：中島美雪，編曲：後藤次利、青木望、松任谷正隆）         |
| 1982（24th） | 悪女           | 編曲賞                    | （歌手、作詞、作曲：中島美雪，編曲：船山基紀）                                   |
| 1983（25th） |                | 金賞 作曲賞               | （歌手：柏原芳惠，作詞、作曲：中島美雪，編曲：服部克久・J．サレッス）            |
| 1984（26th） |                | 金賞                      | （歌手：柏原芳惠，作詞、作曲：中島美雪，編曲：倉田信雄）                         |
| 1988（30th） |                | 金賞                      | （歌手：工藤靜香，作詞：中島美雪，作曲、編曲：後藤次利）                         |
| 1992（34th） | EAST ASIA      | 優秀專輯賞                | （歌手、作詞、作曲、製作：中島美雪，編曲、共同製作：瀨尾一三）                   |
| 2006（48th） |                | 作詞賞                    | （歌手：TOKIO，作詞、作曲：中島美雪，編曲：船山基紀）                            |

### 日本金唱片大獎
| 日本金唱片大獎 |          |                                |                                                          |
| 年份           | 獲獎歌曲 | 獎項                           | 相關人員                                                 |
| 1989（4th）    |          | The Best 5 Singles of the Year | （歌手：工藤靜香，作詞：中島美雪，作曲、編曲：後藤次利） |
| 1994（9th）    |          | The Best 5 Singles of the Year | （歌手、作詞、作曲：中島美雪，編曲：瀨尾一三）           |

### 日劇學院賞最佳電視劇歌曲
| 年份 | 屆數   | 獲獎歌曲/戲劇作品  | 相關人員                                       |
| ---- | ------ | ------------------ | ---------------------------------------------- |
| 1994 | 第1回  | （無家可歸的小孩） | （歌手、作詞、作曲：中島美雪，編曲：瀨尾一三） |
| 2003 | 第38回 | （小孤島大醫生）   | （歌手、作詞、作曲：中島美雪，編曲：瀨尾一三） |

### 政府榮譽
- 2006年，獲頒「第56回藝術選獎 文部科學大臣賞」[18]。
- 2009年11月3日，獲頒「紫綬褒章」。

## 外部連結
- 官方网站（日語）
- 中島美雪 （页面存档备份，存于）在雅馬哈音樂娛樂控股公司（日语：ヤマハミュージックエンタテインメントホールディングス）上的資料（日語）
- 中島美雪官方團隊的X（前Twitter）
- YouTube上的中島美雪官方視頻站頻道